# 双氮配合物
双氮配合物，又称分子氮配合物，是指含有分子氮作为配体的配合物。这类配合物比较少见，不过自首次制得以来，已有数以百计的双氮配合物被制得，几乎涵盖元素周期表上从IVB到VIII族所有的过渡元素。双氮配合物的发现在固氮研究方面有一些意义，不少人希望通过形成双氮配合物来削弱氮分子的叁键，活化分子氮，从而达到将氮还原为氨的目的。

## 历史

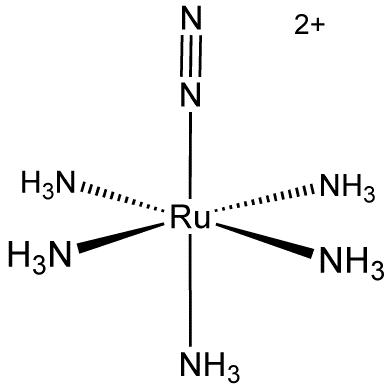
[Ru(NH_{3})_{5}(N_{2})]^{2+} 离子

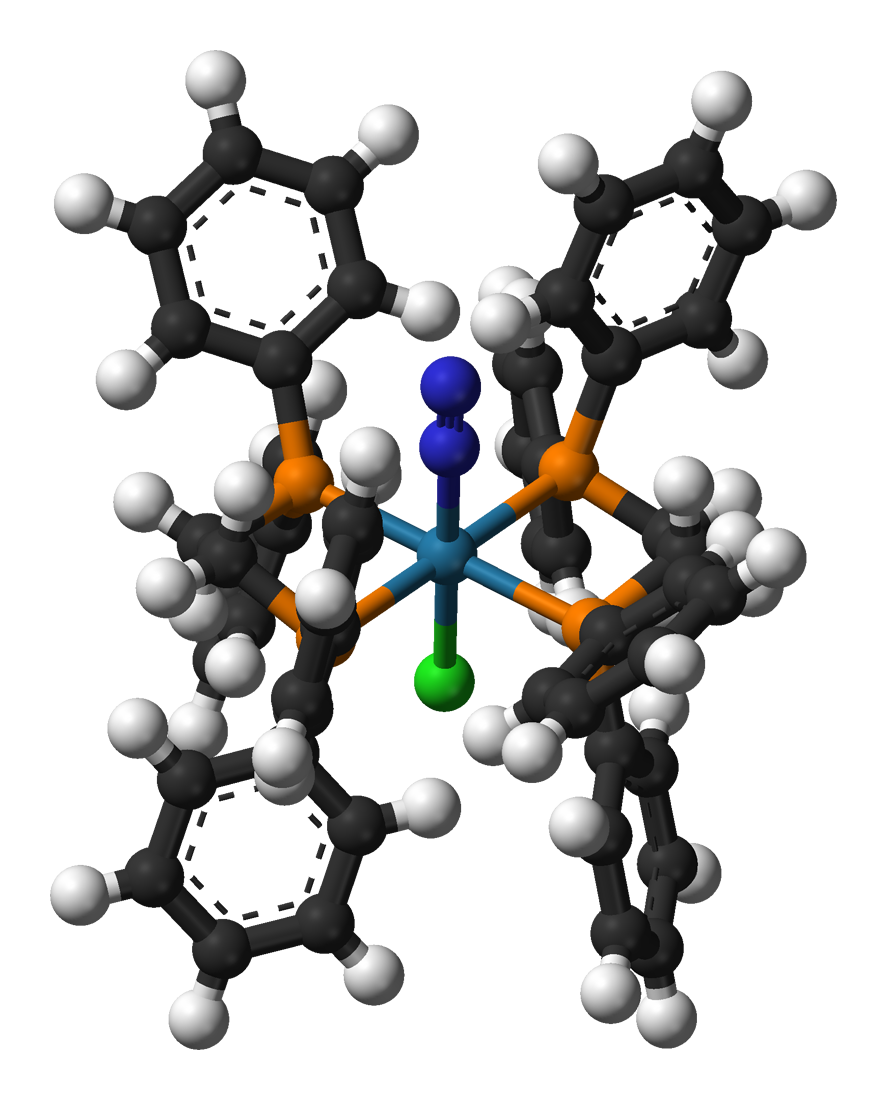
ReCl(dppe)_{2}N_{2}的球棍模型

第一个双氮配合物——二氯化双氮·五氨合钌(II) [Ru(NH3)5(N2)]Cl2是由多伦多大学的 Allen 和 Senoff 在1965年制得的。他们在水溶液中用水合肼还原 RuCl3·3H2O 企图制备 [Ru(NH3)6]2+ 时，偶然得到了上述化合物。该化合物在红外光谱中，在～2100 cm−1 处有一强吸收带。此化合物的发现打破了化学界认为分子氮不能作π接受体，不能形成配合物的传统观念。

## 制备
双氮配合物的制备方法一般为：
1. 将其他含氮配体（如肼）氧化或还原为分子氮。
2. 强还原剂存在下，直接用氮气与金属配合物（特别是含活性配体的配合物）反应合成。如[3]：（以下反应均在标准压力下进行）
  1. CoH3(Ph3P)3 + N2 → Co(H)(N2)(Ph3P)3
  2. Co(acac)3 + 3Ph3P + N2 —Al(异-C4H9)3→ Co(H)(N2)(Ph3P)3
  3. FeCl2 + 3 EtPh2P + N2 —NaBH4、EtOH→ Fe(H2)(N2)(EtPh2P)3
3. 以已有双氮配合物为原料，利用取代反应合成。

## 结构
双氮配合物中的分子氮通常通过端基或桥连的方式与金属原子配位，少数也可以侧基的形式配位。分子氮与金属原子的配位，减弱了氮-氮间的键级，使键长有所增加，这一点可以通过氮-氮键的伸缩振动频率值观察到。

## 化学性质
金属配合物和N2分子反应，产生双氮配合物后，由于金属原子的电子反馈到N2分子的反键轨道中，致使N2分子中的三键的键能降低，N≡N间的距离增大，N2分子的化学活性增加。
有些双氮配合物中的分子氮可以被还原，产生氨或者联氨，但目前为止此类稳定的双氮配合物数量还不多。双氮配合物主要对氧化剂敏感，很多是在金属中心被氧化的同时，失去氮分子。此外，双氮配合物还可以进行配体的取代反应，分子氮或其他配体（对于稳定的双氮配合物）被替换。端基双氮配合物中的外端氮原子因具有较高的负电荷密度，还可作为路易斯碱进行反应，转化为同核或异核的桥连双氮配合物。